# Burgena ravida
Burgena ravida là một loài bướm đêm trong họ Noctuidae.